# Lathraeocarpa
Lathraeocarpa är ett släkte av måreväxter. Lathraeocarpa ingår i familjen måreväxter.
Kladogram enligt Catalogue of Life:
| Lathraeocarpa | \| \| Lathraeocarpa acicularis \| \| \| \| \| \| Lathraeocarpa decaryi \| \| \| \| |
|               | \| \| Lathraeocarpa acicularis \| \| \| \| \| \| Lathraeocarpa decaryi \| \| \| \| |
|               | Lathraeocarpa acicularis                                                           |
|               |                                                                                    |
|               | Lathraeocarpa decaryi                                                              |
|               |                                                                                    |